# Алтайская краевая универсальная научная библиотека имени В. Я. Шишкова
Алтайская краевая универсальная научная библиотека им. В. Я. Шишкова — крупнейший культурный и просветительский центр на Алтае. Является самой крупной и одной из самых старых библиотек Алтайского края.

## История библиотеки
Впервые речь о библиотеке заходит в середине 80-х гг. XIX в., задолго до времени её появления. Имеющиеся в городе Барнауле народно-школьная, ограниченная каталогами Министерства народного просвещения, и частная библиотека чиновника горного ведомства П. И. Веснина с довольно высокой платой за чтение, а также частные коллекции и книжные собрания, не могли в полной мере удовлетворить запросы на чтение всего населения города, что послужило причиной возникновения идеи создания публичной библиотеки, предоставляющей горожанам, финансово неспособным выписывать литературу самостоятельно, возможность пользоваться своими фондами за небольшую плату.
За более чем 100 лет существования библиотека переживает погром, пожары, Великую Отечественную войну, перестройку, распад СССР и много других событий, оказавших влияние на её жизнь.

### Открытие библиотеки
В марте 1887 г. на заседании совета Общества попечения о начальном образовании помощник председателя Василий Константинович Штильке предложил открыть в Барнауле публичную библиотеку. Первый вклад в это дело внес Василий Никифорович Сухов, пожертвовав 400 рублей. Затем совет разослал объявления разным лицам с просьбой оказать поддержку «нарождающемуся книгохранилищу». На посланное объявление и письмо, разъясняющее все подробности библиотечного дела в Барнауле, откликнулся Иннокентий Михайлович Сибиряков, пожертвовавший городу 1800 рублей, из которых 300 — на обзаведение библиотеки, а 1500 на приобретение книг.
Вопрос о публичной библиотеке был перенесен в городскую Думу. В. К. Штильке, являясь членом городской Думы, обратил внимание отцов города на такой недостающий ещё в городе важный источник народного просвещения, как публичная библиотека — открытое для всех книгохранилище. Городская Дума признала развитие библиотечного дела «заслуживающим полнейшего внимания», попросила Общество попечения о начальном образовании взять библиотеку в своё ведение, ассигновала ежегодную субсидию публичной библиотеке в 200 рублей, а также отвела временно в нижнем этаже здания Думы (на углу пер. Московского и ул. Большой Тобольской) квартиру под библиотеку.
В 1887 г. Томским губернатором было дано разрешение городу открыть общественную библиотеку. Задача библиотеки была определена так: «…дать возможность людям, не имеющим средств выписывать книги и журналы, пользоваться ими за небольшую плату и через это знакомиться с полезными знаниями». Читателем библиотеки мог быть любой житель Барнаула, кто мог платить за чтение. Устроители библиотеки не преследовали коммерческих целей, когда открывали библиотеку, поэтому плата за пользование книгами была низкой — от 6 рублей (по 1 разряду), до 2 рублей 50 копеек (по 3 разряду) в год, или от 60 копеек до 25 копеек в месяц. Это позволяла сделать библиотеку доступной для горожан и тем привлечь к ней большее число читателей. Кроме того, было много читателей из числа служащих городского общественного самоуправления, учителей начальных школ, а также учащихся города, которые читали книги бесплатно. Участие в формировании библиотечных фондов приняли многие жители города и организации. Помимо подаренных В. К. Штильке и городской думой имеющихся у них книжных собраний, члены школьного общества, служащие общественного самоуправления, жители города передали библиотеке от 1 до 40 книг, а также подборки журналов. Среди ни были М. Быков, Н. А. Давидович-Нащинский, Н.И. Журин, В. Карпинский, Д. Поникаровский, В. Сухов, Д. Функ, А.А. Черкасов, М.В. Швецова, Н. Шульдаль и др. Все это позволило библиотеке уже в год открытия иметь 2160 экз. книг.

### Первые годы работы
Первым библиотекарем был В. К. Штильке, который успешно совмещал свою общественную деятельность помощника председателя Общества с должностью библиотекаря народно-школьной и городской общественной библиотек (они находились в одном помещении). Кроме библиотекаря, делами руководило правление, состоявшее из совета Общества и двух членов из числа гласных городской Думы. Правление ежегодно отчитывалось о своей деятельности на общих собраниях Общества. Денежные поступления состояли из платы за чтение, субсидий городской Думы, доходов от устройства спектаклей в пользу библиотеки, частных пожертвований, штрафных денег, продажи каталогов и пр. Все эти поступления были случайными и неопределенными, что не позволяло библиотеке иметь твердую смету доходов и расходов.
В первые 8 лет библиотека расходовала 700—800 рублей в год, но это не значит что таковы были её потребности. Даже при строжайшей экономии, библиотека нередко заканчивала год с дефицитом. Из-за ограниченности средств она не могла систематически пополнять фонд новыми книгами, регулярно печатать каталог и, следовательно, удовлетворять запросы читателей. В отчете Общества за 1903 г. отмечено, что «…библиотека прямо остановилась в своем развитии». В это время фонд библиотеки оставлял 5616 экземпляров, помещение, в котором она располагалась, было тесно. Однако Дума в этом же году отклонила три ходатайства Общества об увеличении ежегодной субсидии вдвое, об ассигновании 200 рублей на печатание каталога и о предоставлении под помещение библиотеки верхнего этажа городского здания по улице Бийской, 78 (ныне ул. Никитина).
По всей видимости, Общество само решило вопрос о расширении помещения библиотеки, так как к 1905 г. она располагалась в доме В. К. Штильке, по ул. Короленко, который был достаточно просторным для размещения библиотеки.
Заметный след в истории библиотеки оставили оставили политические ссыльные. Все те, кто был выслан в Барнаул по политическим мотивам, принимали активное участие в её становлении, поддерживали её материально. Среди них были библиотекари (заведующие): Василий Константинович Штильке и Михаил Онисифорович Курский, Александр Францевич Веронский и К. Вильконский, Иулиания Павловна Яковлева и Анна Александровна Зефирова. Они явно проявляли свои общественные симпатии и антипатии, втягивались в политические споры, принимали участие в различных политизированных образованиях, что незамедлительно сказывалось на их служебной деятельности. Так, в 1903 г. библиотекарь К. Вильконский был уволен со службы как неблагонадежный, во время октябрьского погрома 1905 г. были избиты М. О. Курский, и А. Ф. Веронский, разгромлен дом В. Штильке и уничтожена значительная часть находившейся там городской библиотеки.
Увольнение К. Вильконского с должности библиотекаря повлекло за собой целый ряд организационных мероприятий: проверку наличия фонда, передачу библиотеки другому лицу. Городская Дума срочно потребовала от совета школьного Общества подробного отчета по ведению дел библиотеки за все время её существования, чего никогда ранее не требовала. Библиотекарем был избран А. Ф. Веронский, только что вернувшийся по ранению с русско-японской войны. Шесть лет, которые он прослужил в библиотеке, были для неё не самыми светлыми. Положение было сложным, оно ещё усугубилось приходом 1905 г., ставшего трагической страницей в её истории.

### Восстановление библиотеки после разгрома
После разгрома библиотеки в октябре 1905 г, библиотечная комиссия обратилась в городскую Думу за помощью по её восстановлению и передачи в ведение городского самоуправления. В этот раз Дума приняла все предложения комиссии и взяла на себя заботу о городской общественной библиотеке.
Уже в ноябре 1905 г. для библиотеки был арендован нижний этаж дома П. Д. Сухова по ул. Большой Тобольской. Делами библиотеки вместе с заведующим стал заниматься библиотечный комитет из 5 гласных по выбору. Восстанавливалась она медленно, несмотря на то, что в этом принимала горячее участие общественность города. В истории библиотеки начался новый этап. К 1910 г. её фонд вырос до 8039 экз., а число подписчиков достигло 250. Доходы библиотеки тоже увеличились. Однако снова появились проблемы с помещением: «…в нем было тесно, темно, сыро и грязно». Библиотечный комитет возобновил ходатайство перед городской Думой о предоставлении библиотеке верхнего этажа по ул. Бийской, 78, на что получил положительный ответ. Впервые за все годы существования библиотека была размещена в приспособленном, сухом, просторном помещении с электрическим освещением. На содержание библиотеки в этот гол было выделено 4630 руб., что позволило кроме приобретения книг, журналов и газет, произвести небольшой ремонт помещения, купить специальную мебель: 4 книжных шкафа, 4 шкафа-полки и книжную витрину.
Работа библиотекаря была очень интересной, но плохо «кормила», поэтому А. Ф. Веронский, изучив топографию, перешел на службу в управление землеустройства. А в новом здании библиотеки появилась новая заведующая — И. П. Яковлева, «…маленькая женщина в больших темных очках, делавших её похожей на летучую мышь». Интерьеры библиотека были украшены портретами русских писателей, общественных деятелей Сибири, в читальном зале библиотеки стоял бюст Н. М. Ядринцева. В 1913 г. в штате состояло 5 человек: заведующая, 2 помощника, сторож и уборщица. Заведующая библиотекой работала по 11 часов в сутки и все праздничные дни. Работа её была сложной и многообразной: выдавала книги, «давала всем читателям полезнейшие советы о самообразовании», составляла списки книг, журналов и газет, сдавала и принимала книги из переплета, вела статистику, комплектовала фонд, посещала книжные магазины, составляла отчеты. В 1911 г. «…для частных и очень необходимых служебных контактов заведующей с различными организациями» в библиотеке был установлен телефон.
В апреле 1914 г. городская Дума командировала И. П. Яковлеву в Москву на четырёхнедельные библиотечные курсы при Народном университете им. А. Л. Шанявского, по возвращении с которых она ещё с большим энтузиазмом продолжала работу в библиотеке. В это время создается отдел сибиреведения, где были собраны все имеющиеся книги о Сибири и Алтае. Библиотека росла, увеличивался её фонд и число читателей, а дефицит денег возрастал параллельно с ними. За последние годы сумма расходов значительно превосходила доходы, так как была повышена заработная плата служащим библиотеки, повысились цены на переплет и брошюровку, а также каждый год библиотека увеличивала суммы на выписку газет, журналов и книг. Так в 1916 г. доход библиотеки составил 1940 руб. 27 коп., а расход 7107 руб. 42 коп.. По смете на 1917 г. планировалось получить доход 1500 рублей, а расход 7107 руб. В феврале 1917 г. библиотека повысила плату за пользование книгами и отменила бесплатное пользование городским служащим (по 1 разр. — 90 коп. в мес., по 5 разр. — 15 коп. в мес.). Эти меры были вынужденными, а потому временными. В марте ушла из библиотеки И. П. Яковлева, она «…не может больше нести обязанности библиотекаря». В апреле заведующей (с испытательным сроком) стала её помощница А. А. Зефирова.

### Пожар 1917 года
1917 г. оставил неизгладимый след в истории библиотеки — она сгорела, и не в пожаре октябрьского переворота, а 2 мая из-за неосторожного обращения с огнём в ветреную погоду одного из жителей Барнаула выгорела большая часть города. От здания библиотеки сохранился только каменный остов. 16 мая 1917 г. исполнительный комитет Барнаульского городского народного собрания обсудил вопрос о размещении погоревших учреждений города и решил поместить городскую общественную библиотеку в здание Алтайского округа, занятого музеем Географического общества. Сгоревшее здание библиотеки подлежало первоочередному восстановлению наряду с городской управой, амбулаторией и реальным училищем. На восстановление здания библиотеки городской управе требовалось 19 тыс. руб. Городская казна была не в состоянии оплатить все расходы, а помощь Временного правительства Барнаулу оказалась незначительной. Потому к делу восстановления библиотеки были привлечены Министерство народного просвещения, ассигновавшее она восстановление библиотеки 10 тыс. руб., общественность Томска, Барнаула и Барнаульского уезда. Был проведен «День книги», во время которого проходил «кружечный сбор» пожертвований для библиотеки. Учащиеся Барнаульского реального училища Николая II провели сбор пожертвований, отправившись по железной дороге до самого Томска. Многие владельцы личных библиотек городов жертвовали библиотеке книги из своих частных собраний. Городская управа выделила 100 руб. и поручила едущему в Петроград В. П. Монюшко ходатайствовать перед книжной палатой о пополнении городской библиотеки книгами. Забота города и горожан о своей библиотеке всегда проявлялась в трудные для неё времена. В результате к октябрю 1917 г. книжный фонд уже составлял 6870 экз., из которых 353 экз. были возвращены читателями после пожара.
В апреле 1918 г. в связи с проведением централизации библиотечного дела в Алтайской губернии, городская общественная библиотека была реорганизована в Барнаульскую центральную библиотеку. Задачи её становятся шире: библиотека призвана теперь всемерно содействовать народному образованию, развитию знаний в широких массах населения. Однако уже в мае этого года процесс централизации был прерван установлением в Барнауле режима Колчака. Библиотека вновь перешла в ведение городского самоуправления.
Годы первой мировой войны, революций, разразившейся затем гражданской войны, а также многократные административно-территориальные реорганизации во многом изменили привычный ход жизни городского книгохранилища. В течение восьми лет библиотека несколько раз переходила из городского в губернское подчинение и обратно. Фонд значительно сократился, ещё более обветшал, не на что было покупать новые книги, журналы, газеты и переплетать уже имеющиеся, так как значительно сократилось финансирование библиотеки. Те ассигнования, что выделялись, поступали время от времени к каким-либо датам. Рост цен и тяжелое финансовое положение города вновь побудили городскую Думу несколько раз повышать абонентскую плату за пользование книгами. До 1 ноября 1918 г. по 1 разряду вносили 1,50 руб., по 2 — 1 руб., по 3 — 60 коп. в месяц, что давало библиотеке 285 руб. дохода в месяц; между тем, расходы составляли 1505 руб. ежемесячно. Чтобы предотвратить убыточность библиотеки, городская Дума в марте 1919 г. установила абонентскую плату за 1 разр. 6 руб., 2 — 4 руб., 3 — 2 руб. в мес., а с октября эта плата была увеличена соответственно в размере 15, 10, 5 руб. в месяц.

### Библиотека после освобождения города
В декабре 1919 г. Барнаул был освобожден от колчаковцев. Перед библиотекой была поставлена задача организации работы на широких демократических началах. Иначе говоря, она должна была «…обслуживать, главным образом, те слои населения, которые до сих пор были обделены всеми благами жизни». На повестку дня был вновь поставлен вопрос о централизации библиотек. А. А. Зефирова была сторонником идеи централизации библиотечного дела в городе и губернии и считала свои нравственным долго помочь в этом деле своими знаниями и опытом. В 1920—1921 гг. в Барнауле были закрыты более тридцати библиотек различных учреждений и организаций. Фонд центральной библиотеки в это время вырос до 24950 экз. Увеличился и штат: кроме заведующей, в ней работали две помощницы — А. С. Шуругина и А. В. Кузнецова, библиотекарь В. П. Залесова и сторож В. Л. Логинов.
Новая экономическая политика внесла серьезные коррективы во всю дальнейшую жизнь библиотеки. В 1922 г. она была переведена на смешанное снабжение — государственное, местное и самоснабжение. В это время на общем собрании подписчиков библиотеки был избран хозяйственный совет, куда вошли представители ГубОНО, Губпрофсовета, Политпросвета, библиотеки и читателей. Библиотека нуждалась в расширении помещения, отоплении, освещении, приобретении книг, мебели и пр. Этими вопросами и занимался хозяйственный совет.
В 1923—1925 гг. наступил период стабилизации в финансовом и хозяйственном отношении. Улучшилось и положение библиотеки. В 1923 г. штат увеличился до 9 человек, наладилось комплектование, библиотека стала развивать методическую деятельность. При ней был создан «семинарский институт практикантства» из 2-х групп.
В этом году комиссия по борьбе с меньшевиками освобождает от работы заведующую библиотекой А. Зефирову, как бывшую эсерку. Временно должность заведующего занимает её помощник Д. И. Васильев, затем его сменяет Е. М. Голева. Фонд библиотеки в это время насчитывает 35367 экз. книг, но состав — «случаен», так как пополнение его происходит книгами, реквизированными у граждан Барнаула, отступивших с белыми. Пополняли библиотеку и Главполитпросвет по разнарядке, в которой, по словам заведующей, было «не то что нужно». Так, в 1923 г. в библиотеку поступило 2568 экз. книг, половина из которых взята из запаса Главполитпросвета, и они были очень ветхими. В это же время при библиотеке работал книжный коллектор. В 1923 г. было распределено 7889 экз. книг, из которых по городу распределено 4394, по уезду — 3385, в Рубцовск — 56, в Змеиногорск —1924. В 1924 г. горсовет выделил библиотеке только 300 руб. на приобретение книг. Этой суммы с трудом хватило лишь на выписку газет и журналов. Именно в конце 20-х годов в библиотеке было введено самообложение: читатели платили в зависимости от дохода от 15 до 50 коп. в мес. за пользование книгами. Деньги шли на приобретение новой литературы и выписку периодических изданий.
В 1925 г. на должность заведующей назначается Л. Ф. Сухорукова (Смирнова), образованный, интеллигентный и начитанный человек. В 1926 г. она выезжает в Москву на совещание заведующих окружными библиотеками, встречалась с Н. К. Крупской.

### Получение нового статуса
Большие изменения в жизни библиотеки наступили после сентября 1927 г. Барнаульская центральная библиотека получила статус краевой и стала называться Алтайская краевая библиотека. Расширились её функции, увеличился объём работы и штат до 16 человек. Заведовала библиотекой Мария Ефимовна Тарасова. В это время наладилось финансирование библиотеки и началось интенсивное пополнение её фонда. В 1938 г. на комплектование было выделено 40 тыс. руб., кроме того, по указанию Н. К. Крупской, Наркомпрос отпустил 25 тыс. руб. К началу Великой Отечественной войны библиотека располагала книжным фондом более 100 тыс. экз. Вся деятельность строилась в полном соответствии с политическими установками времени. Помощь библиотеке в её работе оказывал читательский актив, который принимал участие во всех массовых мероприятиях.
В 1938 г. из-за нехватки помещений в городе для размещения вновь создаваемых краевых учреждений библиотеку переселили в здание, ранее занимаемое Алтгубархивом по ул. Республики, 37 (ныне ул. Ползунова). Оно подходило по всем техническим и культурным условиям. Библиотека разместилась на втором этаже здания, ранее принадлежавшего Канцелярии Колывано-Воскресенских заводов. Ежедневно её посещало до 350 человек, фонд насчитывал 83 тыс. экз.

### Библиотека во время Великой Отечественной войны
С началом Великой Отечественной войны работа библиотеки значительно осложнилась. Сократились ассигнования на комплектование, уменьшилось количество источников комплектования. За годы войны штат библиотеки уменьшился на 9 человек. Оставшиеся сотрудники часто отвлекались на выполнение сельскохозяйственных работ, заготовку дров. Так, в 1942 г. из 13 работников библиотеки 6 человек в течение четырёх месяцев, а в 1943 с мая по ноябрь из 8 сотрудников пятеро выполняли сельхоз работы. В библиотеке были перебои с освещением, недоставало электрических лампочек, недостаточно отпускалось угля и дров. В 1943 г. помещение библиотеки не отапливалось до 15 декабря; в отчете за 1944 г. читаем: «Угля библиотека получила 3 тонны, которые к 1-му февраля кончаются. Отапливается только одна комната. Читальный зал закрыт. Абонемент работает при температуре 13 градусов ниже нуля». Из-за низкой температуры в помещении работники библиотеки часто болели. Зимой 1944 г. постоянно отсутствовали по болезни 2-3 человека. Но, несмотря на все трудности военного времени, библиотека не прекращала работы: обслуживала читателей, организовывала выставки, в ней проводились громкие читки и беседы, лекции и доклады о текущем моменте. Каждый библиотекарь имел социалистические обязательства по улучшению работы с военной книгой, по усилению её пропаганды. Это был вклад работников библиотеки в общее дело во имя Победы.
За годы войны значительно ухудшилось состояние книжного фонда библиотеки в количественном и качественном отношении. Много книг не были возвращены воинскими частями, а также реэвакуированным населением. В 1943—1945 гг. было отправлено 20 тыс. экз. на восстановление библиотек в Краснодарский край и Орловскую область.

### Послевоенные годы
В послевоенные годы задачи библиотеки заметно усложнились, структура развивалась в сторону дальнейшей дифференциации её отделов по характеру их деятельности. В 1945 г. директор Ефросинья Никитична Семенова ходатайствовала об увеличении штата библиотеки на 16 человек для организации 2-сменной работы и непрерывной недели. В этом же году библиотека была выведена из-под руководства отдела народного образования и передана в подчинение отдела культпросветработы исполкома краевого Совета депутатов трудящихся. Через восемь лет было создано управление культуры крайисполкома и библиотека перешла в его ведение.
К 1947 г. 15456 читателей библиотеки обслуживали 27 библиотекарей, книжный фонд составлял 120859 экз. Возникла проблема его хранения и использования. Верхний этаж и две комнаты нижнего составляли всего 320 кв. м. Решением крайисполкома от 19 января 1951 г. библиотеке было полностью передано здание по ул. Республики, 39. В это время фонд библиотеки составлял 181883 экз., книговыдача доходила до 3321 тыс. экз. После капитального ремонта открылись два читальных зала, значительно расширился абонемент и книгохранилище. В эти годы наблюдается значительное улучшение состояния комплектования библиотеки: если в военные годы новые поступления поставляли от 1 до 5 тыс. экз книг, то в 1948—1950 гг. — 21—33 тыс. экз.
В 1959 г. библиотеке было предоставлено дополнительное помещение по пр. Ленина, 53, где разместились вновь созданные специализированные отделы и просторный читальный зал. Это способствовало значительному улучшению обслуживания читателей, расширению диапазона форм и методов работы с ними. Но со временем и эти площади стали малы. Строительство отдельного здания для библиотеки стало насущной потребностью, оно было внесено в семилетний план развития народного хозяйства Алтайского края на 1959—1965 гг. В 1964 г. Сибирский научно-исследовательский институт экспериментального проектирования предоставил проект проект здания библиотеки. В конце 1970 г. строительство было завершено и библиотека переехала в новое современное четырёхэтажное здание с десятиярусным книгохранилищем, рассчитанным на миллион томов. Полезная площадь библиотеки — 9 тыс. кв. м., одновременно в ней могли заниматься 600 человек. Над разработкой интерьеров, художественным оформлением библиотеки работала группа алтайских художников в составе А. Г. Вагина, Ю. Г. Кабанова, В. П. Туманова, Л. Р. Цесюлевича, А. П. Щебланова.
В 60-е гг. изменились формы, содержание и методы работы библиотеки: вся её деятельность была подчинена выполнению идеологических задач, формированию коммунистического мировоззрения. Она способствовала претворению в жизнь политических, хозяйственных и культурных задач, стоящих перед страной. Было организовано библиотечное обслуживание коммунистических бригад, работа по эстетическому воспитанию проводилось совместно с народным университетом культуры. Библиотека стала организационно-методическим центром, главным направлением работы которого было упорядочение библиотечной сети края. На основании крайисполкома и крайсовпрофа за № 7 от 14 февраля 1966 г. организовывались выезды сотрудников в районы, для библиотечных работников края разрабатывались методические материалы.
70-е гг. отмечены реорганизацией библиотечной сети, созданием централизованных библиотечных систем. Эту работу возглавила краевая библиотека: ею были разработаны нормативные документы для ЦБС, составлялись пятилетние планы развития библиотечного дела на Алтае. С 1971 г. в крае было организовано социалистическое соревнование, которое способствовало укреплению межведомственных библиотечных связей. В 1974 г. решением крайисполкома создана межведомственная библиотечная комиссия, её членами были директора библиотеки Г. Е. Зыкова, позднее М. И. Кошелева.
В 1968, 1974, 1977, 1980, 1986 гг. библиотека являлась победителем во всероссийском социалистическом соревновании за лучшую постановку библиотечного обслуживания населения.
В 1973 г. постановлением Совета Министров РСФСР библиотеке было присвоено имя Вячеслава Яковлевича Шишкова. Постановление ЦК КПСС «О повышении роли библиотек в коммунистическом воспитании трудящихся и научно-техническом прогрессе» значительно активизировало информационную работу библиотеки. Библиотека 70-х г. — это комплекс специализированных отделов, вносящих свой вклад в решение экономических вопросов, развитие культурной жизни края. В эти годы библиотека становится крупным краеведческим депозитарием.

### Библиотека во время перестройки
Перестройка, начавшаяся в стране с середины 80-х гг., постепенно вовлекла в этот процесс и библиотеку. Социальные изменения в обществе отразились на составе читателей, уменьшение финансирования библиотеки повлекло сокращение новых поступлений в фонд, а также объём методической помощи библиотекам края. Начался поиск концептуального обновления библиотеки, новой модели её структуры.
В июле 1988 г. библиотека торжественно отметила свой 100-летний юбилей. Библиотеке была вручена высокая награда — орден «Знак Почета» — знак признания её заслуг в деле просвещения населения. Юбиляра приветствовали общественность города и края, коллеги с разных территорий страны и региона. Газеты и журналы посвятили библиотеке статьи, публикации, фотоматериалы. В дни торжеств ярко проявилось признание высокого положения, которое занимает библиотека в культурном движении региона, уважения к людям, которые работали и работают с её фондами и читателями.
В 90-х гг. произошел переход от глобальных всеобъемлющих пятилетних планов к программам по конкретным направлениям работы библиотеки: «Память Алтая», «Библиотека и экология», «Компьютерные технологии в библиотеках края» и др. Все большее значение приобретает книгообмен с российскими и зарубежными библиотеками. Основная форма обслуживания читателей библиотеки — предоставление литературы в читальных залах — научном и специализированных. С 1991 г. началась и успешно прошла компьютеризация библиотеки. В настоящее время в библиотеке имеются X компьютеров, объединенных между собой в локальную сеть. В 1999 г. открыт интернет-класс. Наряду с внедрением новых информационных технологий, в библиотеке в полной мере сохраняются традиционные методы библиографического поиска. Отделы библиотеки регулярно готовят к выпуску текущие библиографические указатели: «Литература об Алтайском крае», «Литература по проблемам экологии» «Литература по медицине», «Природа и человек», «Внимание: наркомания!» и др. В библиотеке проходят чтения, выставки литературы, и др.

## Структурные подразделения библиотеки
- Администрация
- Отдел кадров
- Бухгалтерия
- Выставочный зал
- Отдел комплектования (Сектор «Книга Алтая», Сектор обменно-резервного фонда и комплектования библиотек края)
- Отдел обработки документов (Сектор обработки документов на иностранных языках)
- Отдел книгохранения
- Отдел обслуживания пользователей (Сектор регистрации пользователей и библиотечной статистики, Межбиблиотечный абонемент и доставка документов)
- Отдел редких книг
- Отдел гуманитарной литературы
- Научно-методический отдел
- Отдел культурных программ (Сектор «Центр чтения»)
- Отдел краеведения
- Отдел естественно-научной, сельскохозяйственной и технической литературы (Сектор технико-экономической литературы)
- Информационно-библиографический отдел
- Отдел автоматизации (Сектор оцифровки и микрографирования)
- Редакционно-издательский отдел
- Отдел консервации библиотечных фондов
- Технический отдел
- Хозяйственный отдел

## Руководители библиотеки
Директора:
- 1888-(…) Штильке Василий Константинович
- (…) Курский Михаил Онисифорович
- (…) — 1902 Вильконский К.
- 1904—1910 Веронский Александр Францевич
- 1910—1917 Яковлева Иулиания Павловна
- 1917—1923 Лазарева-Зефирова Анна Александровна
- 1923—1925 (не установлено)
- 1925—1929 Сухорукова (Смирнова) Любовь Федоровна
- 1929—1932 (не установлено)
- 1932—1935 Зубарева Афанасия Федоровна
- 1935—1936 Искоскова Софья Андреевна
- 1936—1941 Тарасова Мария Ефимовна
- 1941—1948 Семенова Ефросинья Никитична
- 1948 (янв.-сент.) Захаров Михаил Андреевич
- 1948—1949 Ельков Фома Павлович
- 1949—1950 Ладодо Мария Максимовна
- 1951—1953 Ельков Фома Павлович
- 1953—1956 Мурнин Владимир Владимирович
- 1956—1980 Зыкова Галина Ефимовна
- 1981—1992 Кошелева Майа Ивановна
- 1992-…Койнова Лидия Григорьевна

Должность заместителя директора как самостоятельная штатная единица введена в начале 50-х гг.
Должность заместителя директора по библиотечной работе введена в 1971 г.
…- Егорова Татьяна Ивановна

## Фонд библиотеки
В 2014 году общий объём поступлений составил 22 009 экз. документов, списано 21 669 экз. документов (дублетные экземпляры). Прирост фонда составил 340 экз.
На 01.01.2015 г. объём библиотечного фонда составил 1 409 037 экз. документов на русском (1 381 035 экз.) и иностранных языках (28 002 экз.), в котором 750 824 экз. (53,3 %) — книжные издания.
По видовому составу новых поступлений 50,3 % составляют книги и брошюры; 32 % — периодические издания; электронные документы — 13,7 %; ноты — 0,6 %; карты — 0,1 % и др. Количество выписываемых АКУНБ периодических изданий в 2014 г. увеличилось на 2,4 %.
Информационные ресурсы АКУНБ помимо документного фонда представлены традиционными каталогами и картотеками, электронным каталогом, Электронной библиотекой и тематическими базами данных.
В АКУНБ традиционно ведется формирование карточных каталогов. В 2014 году в каталогах было расставлено 41 711 карточек, в том числе:
- в алфавитном генеральном каталоге — 18 374;
- в алфавитном читательском каталоге — 2 499 (каталог законсервирован в 2012 г.);
- в систематическом каталоге — 20 838.

Электронный каталог (ЭК) библиотеки в 2014 г. пополнился на 31 523 БЗ. Объём ЭК на 01.01.2015 г. составил 391 904 БЗ.
Объём сводной БД «Алтайский край» пополнился на 9 500 БЗ и составил 205 250 БЗ.
Объём электронной картотеки статей увеличился на 8 296 БЗ и составил 153 186 БЗ.
В 2014 г. продолжалось формирование тематических БД. Количество введенных БЗ в БД «Экология» — 2 609, БД «Редкая книга» — 2 311, БД «Пищевые технологии» — 1 462, БД «Неопубликованные документы по культуре» — 843.
Ведется планомерная работа по формированию Электронной библиотеки. За 2014 г. ЭБ АКУНБ пополнилась на 5 078 документов и составила 13 830 изданий. Созданы 3 новых коллекции: «Алтайский край. Целина. 1954—2014 гг.» (включает 82 документа, 22 фотографии); «Алтайский край. Первая мировая война. 1914—1918 гг.» (включает 8 книг, 100 номеров журнала «Алтайский крестьянин», 949 номеров газеты «Жизнь Алтая»); «Шлаттер Иван Андреевич» (9 документов). Дополнены ранее созданные коллекции: «История садоводства Сибири» (42 документа, подколлекция «НИИСС» 163 документа, подколлекция «М. А. Лисавенко» 68 документов); «А. П. Уманский» (39 документов); «Календари знаменательных и памятных дат» (1 документ). Подготовлены списки книг и ведется работа по заключению договоров с правообладателями изданий, выпущенных в период с 2009 по 2014 гг. в рамках краевого конкурса на издание литературных произведений, Губернаторских издательских проектов, под патронатом Главного управления экономики и инвестиций Алтайского края и Администрации Алтайского края для их размещения в Электронной библиотеке АКУНБ. 
Для расширения информационных возможностей по удовлетворению запросов читателей библиотека в 2014 году предоставляла пользователям доступ к следующим электронным БД: РГБ «Электронная библиотека диссертаций»; РУНЭБ; ЗАО «Публичная библиотека»; компании EBSCO Publishing. В связи с существенным сокращением бюджетных средств, выделяемых на комплектование и подписку на 2015 г. АКУНБ осуществила подписку только на БД РГБ — «Электронная библиотека диссертаций» и БД РУНЭБ (к изданиям, входящим в состав электронно-библиотечной системы elibrary). 
В 2014 г., при поддержке Главного управления экономики и инвестиций, в центре поддержки технологий и инноваций (ЦПТИ) организована единственная в Алтайском крае точка доступа к следующим информационным ресурсам: к базам данных «Нормы, правила, стандарты России», «Промышленное оборудование» электронной системы «Техэксперт»; Евразийской патентно-информационной системе (ЕАПАТИС).